# Домонтовичи
Домонтовичи (пол. Domontowicz) — малорусский дворянский род. Фамилия эта происходит от князя Довмонта — вождя земли псковской (версия происхождения от князя Довмонта документально не подтверждена, более того, Домонтовичи не значатся ни в боярских книгах, ни в боярских списках).
Иван Михайлович Домонтович — прямой потомок князя Довмонта (родословной, подтверждающей происхождение Ивана Михайловича Домонтовича от св. Довмонта, не существует), который являлся родоначальником российских Домонтовичей. Он был во второй половине XVII века запорожским войсковым генеральным судьёй (1669—1681). Впоследствии получил фамилию Домонтович, которая свидетельствовала о древности и благородстве рода. Внесены в VI и II части Дворянской родословной книги Черниговской губернии.

## Описание герба
«В поле червлёном два полумесяца серебряных, обращённых рогами один влево, другой вправо; а меж ними остриём вниз меч серебряный, крыж которого имеет вид креста. Над шлемом пять страусовых перев. Намёт герба червлёный подбитый золотом».
Герб рода Домонтовичей внесён в Часть 10 Общего гербовника дворянских родов Всероссийской империи, стр. 70.
Существует несколько разновидностей герба, которые отличаются подложкой намёта.

## Известные представители
- Домонтович, Василий Васильевич — генерал-майор, георгиевский кавалер, военный поэт.
- Домонтович, Иван Георгиевич (1781—1854) — петербургский  уездный судья, был женат на Елизавете Варламовне, урожденной Шириной.
- Домонтович, Константин Иванович (1820—1889) — российский сенатор, деятель эпохи освобождения крестьян.
- Домонтович, Георгий Иванович (1823—1883) — генерал-лейтенант, инженер, строитель первой конно-железной дороги в Петербурге[1]. Был женат на Наталье Степановне Шеншиной.
- Домонтович, Алексей Иванович (1846—1908)— генерал от кавалерии, командир Персидской казачьей бригады.
- Домонтович, Михаил Алексеевич — русский генерал, военный историк.
- Александра Михайловна Коллонтай (урож. Домонтович) — деятель международного и российского революционного социалистического движения; член первого большевистского правительства — народный комиссар общественного призрения.